# Pallanuoto ai Giochi della XXXIII Olimpiade
I tornei di pallanuoto ai Giochi della XXXIII Olimpiade si sono svolte a Parigi dal 27 luglio all'11 agosto 2024. Si è tenuta la 29ª edizione del torneo maschile e della 7ª edizione di quello femminile.

## Sede
| Palazzetto | Centro acquatico olimpico | Paris La Défense Arena |
| ---------- | ------------------------- | ---------------------- |
| Immagine   |                           |                        |
| Città      | Saint-Denis               | Parigi                 |
| Capienza   | 5.000                     | 32.000                 |

## Calendario
| G | Fase a gironi | QF | Quarti di finale | SF | Semifinali | B | Finale 3º posto | F | Finale |

| Pallanuoto alla XXXIII Olimpiade | Pallanuoto alla XXXIII Olimpiade | Pallanuoto alla XXXIII Olimpiade | Pallanuoto alla XXXIII Olimpiade | Pallanuoto alla XXXIII Olimpiade | Pallanuoto alla XXXIII Olimpiade | Pallanuoto alla XXXIII Olimpiade | Pallanuoto alla XXXIII Olimpiade | Pallanuoto alla XXXIII Olimpiade | Pallanuoto alla XXXIII Olimpiade | Pallanuoto alla XXXIII Olimpiade | Pallanuoto alla XXXIII Olimpiade | Pallanuoto alla XXXIII Olimpiade | Pallanuoto alla XXXIII Olimpiade | Pallanuoto alla XXXIII Olimpiade | Pallanuoto alla XXXIII Olimpiade | Pallanuoto alla XXXIII Olimpiade | Pallanuoto alla XXXIII Olimpiade | Pallanuoto alla XXXIII Olimpiade | Pallanuoto alla XXXIII Olimpiade |
|                                  | 27/7                             | 28/7                             | 29/7                             | 30/7                             | 31/7                             | 1/8                              | 2/8                              | 3/8                              | 4/8                              | 5/8                              | 6/8                              | 7/8                              | 7/8                              | 8/8                              | 10/8                             | 11/8                             | 11/8                             |                                  |                                  |
| -------------------------------- | -------------------------------- | -------------------------------- | -------------------------------- | -------------------------------- | -------------------------------- | -------------------------------- | -------------------------------- | -------------------------------- | -------------------------------- | -------------------------------- | -------------------------------- | -------------------------------- | -------------------------------- | -------------------------------- | -------------------------------- | -------------------------------- | -------------------------------- | -------------------------------- | -------------------------------- |
| Uomini                           |                                  | G                                |                                  | G                                |                                  | G                                |                                  | G                                |                                  | G                                |                                  | QF                               |                                  | SF                               |                                  |                                  | B                                | F                                |                                  |
| Donne                            | G                                |                                  | G                                |                                  | G                                |                                  | G                                |                                  | G                                |                                  | QF                               |                                  | SF                               |                                  | B                                | F                                |                                  |                                  |                                  |

## Squadre partecipanti

### Torneo maschile
| Torneo di qualificazione                                          | Date                         | Luogo             | Posti | Qualificate                      |
| ----------------------------------------------------------------- | ---------------------------- | ----------------- | ----- | -------------------------------- |
| Paese ospitante                                                   | 13 settembre 2017            | Lima              | 1     | Francia                          |
| Pallanuoto ai campionati mondiali di nuoto 2023 - Torneo maschile | 17–29 luglio 2023            | Fukuoka           | 2     | Grecia Ungheria                  |
| Pallanuoto ai giochi asiatici di nuoto 2022 - Torneo maschile     | 2–7 ottobre 2023             | Hangzhou          | 1     | Giappone                         |
| Pallanuoto maschile ai XIX Giochi panamericani                    | 30 ottobre – 4 novembre 2023 | Santiago del Cile | 1     | Stati Uniti                      |
| Campionato europeo di pallanuoto 2024                             | 4–16 gennaio 2024            | Ragusa / Zagabria | 1     | Spagna                           |
| Pallanuoto ai campionati mondiali di nuoto 2024 - Torneo maschile | 5–17 febbraio 2024           | Doha              | 4     | Serbia Croazia Montenegro Italia |
| Campionati mondiali di nuoto 2024 – Africa                        | 5–17 febbraio 2024           | Doha              | 1     | Sudafrica                        |
| Campionati mondiali di nuoto 2024 – Oceania                       | 5–17 febbraio 2024           | Doha              | 1     | Australia                        |
| Campionati mondiali di nuoto 2024 – Wildcard                      | 5–17 febbraio 2024           | Doha              | 1     | Romania                          |
| Totale                                                            |                              |                   | 12    |                                  |

Il Sud Africa si è ritirato durante i Campionati mondiali di nuoto 2024 e la Romania ha preso il posto di migliore squadra in classifica senza un posto

### Torneo femminile
| Torneo di qualificazione                                           | Date                          | Luogo             | Posti | Qualificate        |
| ------------------------------------------------------------------ | ----------------------------- | ----------------- | ----- | ------------------ |
| Paese ospitante                                                    | 13 settembre 2017             | Lima              | 1     | Francia            |
| Pallanuoto ai campionati mondiali di nuoto 2023 - Torneo femminile | 16–28 luglio 2023             | Fukuoka           | 2     | Paesi Bassi Spagna |
| Serie di qualificazioni dell'Oceania 2023                          | 11–12 agosto 2023             | Auckland          | 1     | Australia          |
| Pallanuoto ai giochi asiatici di nuoto 2022 - Torneo femminile     | 25 settembre – 1 ottobre 2023 | Hangzhou          | 1     | Cina               |
| Pallanuoto femminile ai XIX Giochi panamericani                    | 30 ottobre – 4 novembre 2023  | Santiago del Cile | 1     | Stati Uniti        |
| Campionato europeo di pallanuoto 2024                              | 5–13 gennaio 2024             | Eindhoven         | 1     | Grecia             |
| Pallanuoto ai campionati mondiali di nuoto 2024 - Torneo femminile | 4–16 febbraio 2024            | Doha              | 2     | Ungheria Italia    |
| Campionati mondiali di nuoto 2024 – Africa                         | 4–16 febbraio 2024            | Doha              | 1     | Sudafrica          |
| Campionati mondiali di nuoto 2024 – Wildcard                       | 4–16 febbraio 2024            | Doha              | 1     | Canada             |
| Totale                                                             |                               |                   | 10    |                    |

Il Sud Africa si è ritirato dal torneo dopo i Campionati mondiali di nuoto 2024. Il Canada ha preso il suo posto come migliore squadra non qualificata.

## Podi
| Evento                          | Oro    | Argento   | Bronzo      |
| Pallanuoto maschile (dettagli)  | Serbia | Croazia   | Stati Uniti |
| Pallanuoto femminile (dettagli) | Spagna | Australia | Paesi Bassi |

## Medagliere
| Pos.   | Paese       | Oro | Argento | Bronzo | Totale |
| ------ | ----------- | --- | ------- | ------ | ------ |
| 1      | Serbia      | 1   | 0       | 0      | 1      |
| 1      | Spagna      | 1   | 0       | 0      | 1      |
| 3      | Croazia     | 0   | 1       | 0      | 1      |
| 3      | Australia   | 0   | 1       | 0      | 1      |
| 5      | Stati Uniti | 0   | 0       | 1      | 1      |
| 5      | Paesi Bassi | 0   | 0       | 1      | 1      |
| Totale | Totale      | 2   | 2       | 2      | 6      |